# Challenger de Helsinki 2022
El torneo HPP Open 2022 fue un torneo de tenis perteneció al ATP Challenger Tour 2022 en la categoría Challenger 90. Se trató de la 3ª edición; el torneo tuvo lugar en la ciudad de Helsinki (Finlandia), desde el 14 hasta el 20 de noviembre de 2022 sobre pista dura bajo techo.

## Jugadores participantes del cuadro de individuales
| Favorito | País                        | Jugador           | Rank1 | Posición en el torneo |
| -------- | --------------------------- | ----------------- | ----- | --------------------- |
| 1        | Bandera vacío               | Pavel Kotov       | 100   | Primera ronda         |
| 2        | Bandera de Estados Unidos   | Márton Fucsovics  | 109   | Baja                  |
| 3        | Bandera de los Países Bajos | Tim van Rijthoven | 110   | Primera ronda         |
| 4        | Bandera de Eslovaquia       | Norbert Gombos    | 112   | Primera ronda         |
| 5        | Bandera de República Checa  | Tomáš Macháč      | 117   | FINAL                 |
| 6        | Bandera de España           | Pablo Andújar     | 123   | Primera ronda         |
| 7        | Bandera de Suecia           | Elias Ymer        | 127   | Primera ronda         |
| 8        | Bandera de los Países Bajos | Jelle Sels        | 130   | Semifinales           |

- 1 Se ha tomado en cuenta el ranking del 7 de noviembre de 2022.

### Otros participantes
Los siguientes jugadores recibieron una invitación (wild card), por lo tanto ingresan directamente al cuadro principal (WC):
- Aleksi Löfman
- Leevi Säätelä
- Otto Virtanen

Los siguientes jugadores ingresan al cuadro principal tras disputar el cuadro clasificatorio (Q):
- Alibek Kachmazov
- Oleksii Krutykh
- Mikhail Kukushkin
- Giovanni Mpetshi Perricard
- Leandro Riedi
- Stefano Travaglia

## Campeones

### Individual Masculino
- Leandro Riedi derrotó en la final a  Tomáš Macháč, 6–3, 6–1

### Dobles Masculino
- Purav Raja /  Divij Sharan derrotaron en la final a  Reese Stalder /  Petros Tsitsipas, 6–7(5), 6–3, [10–8]